# John Saxon
Pour les articles homonymes, voir Saxon.
John Saxon, né Carmine Orrico le 5 août 1936 à Brooklyn (New York) et mort le 25 juillet 2020 à Murfreesboro (Tennessee), est un acteur américain.

## Biographie

### Jeunesse et formation
John Saxon, fils de Antonio et Anna Orrico, naît dans une famille d'origine italienne. Il est parfaitement bilingue anglais/italien, ce qui lui donnera l'occasion de jouer dans des films italiens à certains moments de sa carrière.
Il étudie la comédie avec la célèbre actrice et professeur dramatique Stella Adler et se lance ensuite dans le cinéma au milieu des années 1950, interprétant des rôles d'adolescent.
Selon Robert Hofler, dans sa biographie de Henry Willson en 2005 The Man Who Invented Rock Hudson: The Pretty Boys and Dirty Deals of Henry Willson, l'agent Willson aperçut la photo d'Orrico sur la couverture d'un magazine et contacta immédiatement la famille du garçon à Brooklyn. Il emmena le garçon, alors âgé de 16 ans, à Hollywood et le baptisa « Saxon ».

### Carrière

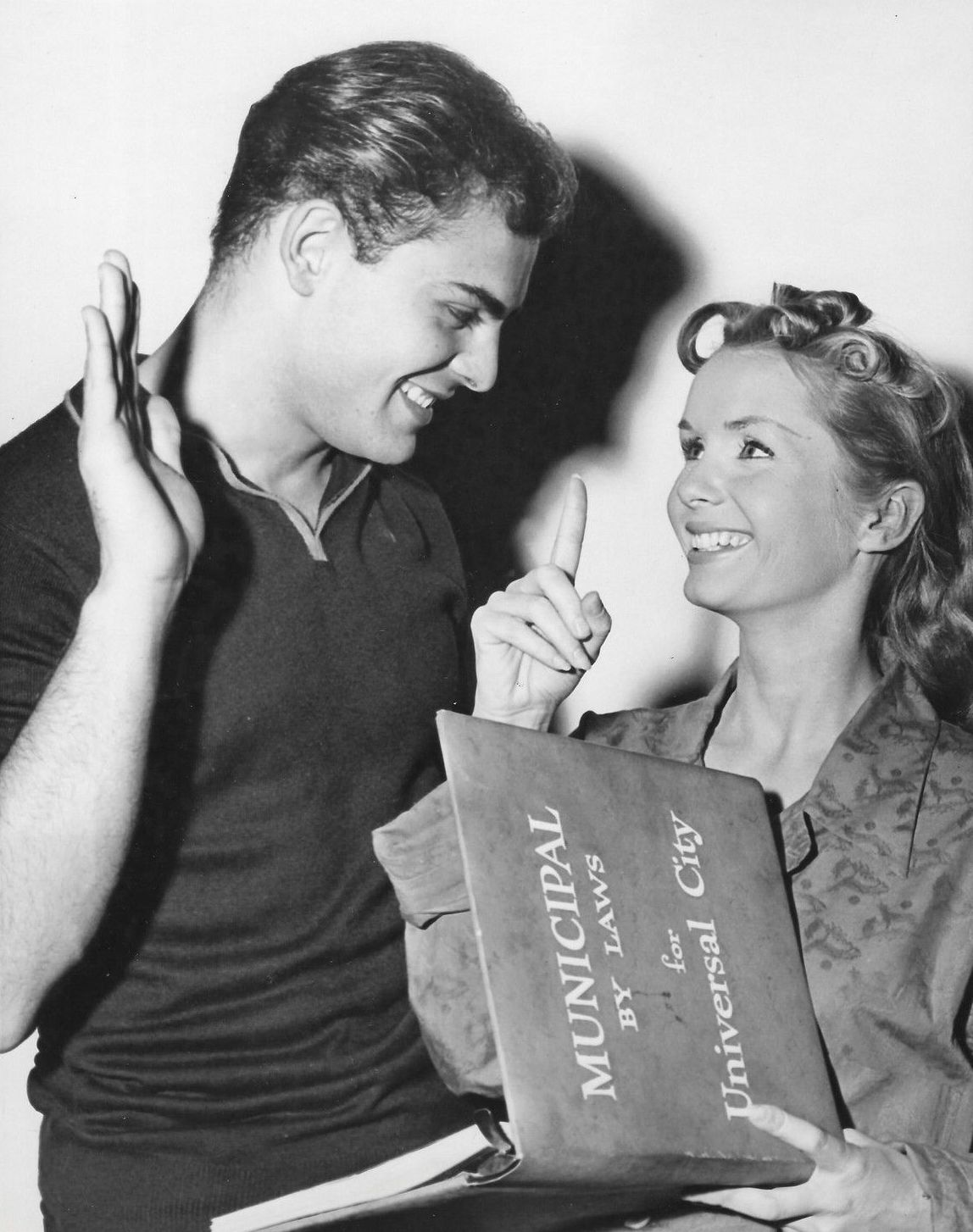
John Saxon et Debbie Reynolds en 1957.

D'abord non crédité dans deux films de George Cukor, John Saxon débute en même temps que Mamie Van Doren et Sal Mineo et travaille au début de sa carrière avec de prestigieux réalisateurs, dont Vincente Minnelli, Blake Edwards, John Huston, Frank Borzage, et Otto Preminger. Malgré cela, il ne s'éleva jamais au rang d'acteur majeur.
Son physique ténébreux l'oriente rapidement vers le polar et le film d'action (La Fin d'un voyou en 1959 avec Linda Cristal et Joseph Calleia), dirigé à l'occasion par Don Siegel ou John Sturges ; il apparaît tout d'abord dans des seconds rôles, et est nommé aux Golden Globes du meilleur acteur dans un second rôle pour son rôle dans le film Opération dragon (1973) avec Bruce Lee dans le rôle principal.
En 1975, il joue dans quelques épisodes de la série culte L'Homme qui valait trois milliards, incarnant le personnage du major Frederick Sloan. Ce personnage et ce rôle seront aussi inclus dans la série Super Jaimie.
Il apparaît aussi dans plusieurs films italiens, principalement dans des westerns spaghetti et des films policiers. Sa carrière s'épanouit dans ces genres modestes où il croise Lee J. Cobb et Martin Landau, Tomás Milián et George Peppard, Franco Nero (sorte d'alter ego), mais aussi Ken Wahl et David Hasselhoff ainsi que quelques belles actrices (Dalila Di Lazzaro, Margaux Hemingway…).
Au fil de ses tournages, il est amené à donner la réplique à des légendes comme Marlon Brando, Burt Lancaster, Richard Widmark, Tippi Hedren, Clint Eastwood ou Eddie Murphy (Le Flic de Beverly Hills 3) et à jouer sous la direction de Mauro Bolognini (Agostino avec Ingrid Thulin), David Cronenberg, Monte Hellman, Mario Bava, Sydney Pollack et Richard Brooks — ce dernier le dirige dans deux films et Saxon l'interprétera pour la télévision.
Il se fera aussi connaître dans des seconds rôles de films d'horreur à succès, dont notamment Black Christmas (1974) de Bob Clark, Ténèbres (1982) de Dario Argento, ou encore dans Les griffes de la nuit (1984) de Wes Craven.
Parallèlement, il mène une carrière importante à la télévision, apparaissant dans nombre de séries culte, avec parfois des rôles réguliers (dans la série Dynastie où il joue un des nombreux amants d'Alexis/Joan Collins et surtout la série Falcon Crest où il est le gendre de Jane Wyman). Il tient un des rôles vedettes de The Bold Ones: The New Doctors de 1969 à 1972.
Lors de dédicaces ou de cérémonies, quand on le renvoie toujours au film Opération Dragon où il joua avec Bruce Lee, l'acteur aime à rappeler aux journalistes que durant sa carrière il a joué dans presque 200 films. Il estime que Opération Dragon est un bon film, mais qu'il a des films tout aussi intéressants dans sa filmographie, qui s'étale sur quelque six décennies.

### Mort
John Saxon meurt le 25 juillet 2020 à Murfreesboro dans le Tennessee, des suites d'une pneumonie juste avant son 84e anniversaire,. Sa dépouille est incinérée et l'urne contenant les cendres inhumée par sa famille.

## Filmographie

### Cinéma
- 1953 : Une femme qui s'affiche de George Cukor
- 1954 : Une étoile est née de George Cukor
- 1955 : Le Gang des jeunes d'Abner Biberman : Vince Pomeroy
- 1956 : L'Enquête de l'inspecteur Graham de Harry Keller : Leonard Bennett
- 1958 : Le Démon de midi de Blake Edwards : Bill Tremaine
- 1958 : Qu'est-ce que maman comprend à l'amour ? de Vincente Minnelli : David Parkson
- 1959 : Simon le pêcheur de Frank Borzage : le prince Voldi
- 1960 : Le Vent de la plaine de John Huston : Johnny Portugal
- 1960 : Meurtre sans faire-part de Michael Gordon : Blake Richards
- 1961 : Les Cavaliers de l'enfer de Herbert Coleman (de) : Seymour Kern
- 1962 : M. Hobbs prend des vacances de Henry Koster : Byron
- 1962 : La guerre est aussi une chasse de Denis Sanders : le soldat Raymond Endore
- 1962 : Agostino de Mauro Bolognini : Renzo
- 1963 : La Fille qui en savait trop de Mario Bava : le docteur Marcello Bassi
- 1966 : L'Homme de la Sierra de Sidney J. Furie : Chuy Medina
- 1969 : Une poignée de plombs de Don Siegel et Robert Totten : Lou Trinidad
- 1972 : Joe Kidd de John Sturges : Luis Chama
- 1973 : Opération dragon de Robert Clouse : Rooper
- 1974 : Black Christmas de Bob Clark : le lieutenant Kenneth Fuller
- 1975 : Liquidez l'inspecteur Mitchell d'Andrew V. McLaglen : Walter Deaney
- 1975 : Metralleta 'Stein' de José Antonio de la Loma : Mariano Beltrán
- 1976 : Agent très spécial 44 de Stelvio Massi : inspecteur Altman
- 1976 : Spécial Magnum (Una Magnum Special per Tony Saitta) d'Alberto de Martino : Lieutenant, adjoint du capitaine Saita
- 1976 : The Swiss Conspiracy de Jack Arnold : Robert Hayes
- 1976 : Opération jaguar de Marino Girolami : Jean Albertelli
- 1976 : Opération casseurs (alias S.O.S Jaguar : Opération casseurs) de Umberto Lenzi : Francesco Capuano
- 1977 : Le Cynique, l'Infâme et le Violent d'Umberto Lenzi : Frank Di Maggio
- 1977 : Moonshine County Express (en) de Gus Trikonis : J.B. Johnson
- 1978 : Les Abeilles (en) d'Alfredo Zacarías : John Norman
- 1978 : Shalimar de Krishna Shah : Colonel Columbus
- 1979 : Fast Company de David Cronenberg : Phil Adamson
- 1979 : Le Cavalier électrique de Sydney Pollack : Hunt Sears
- 1979 : Gant d'acier (en) de Ross Hagen : Sam Kellog
- 1980 : Les Forces de l'au-delà (en) de Herb Freed (en) : Larry Andrews
- 1980 : Les Mercenaires de l'espace de Jimmy T. Murakami : Sador
- 1980 : Pulsions cannibales d'Antonio Margheriti : le capitaine Norman Hopper
- 1980 : La Plage sanglante de Jeffrey Bloom (en) : le capitaine Pearson
- 1980 : Les Marais de la mort de Paul Glickler : le capitaine Munoz
- 1982 : Meurtres en direct de Richard Brooks : Homer Hubbard
- 1982 : Ténèbres de Dario Argento : Bullmer
- 1982 : Crime au cimetière étrusque de Sergio Martino : Arthur Barnard
- 1982 : Une de trop (Una di troppo) de Pino Tosini : Sergio, le notaire
- 1983 : Les Aventuriers de l'univers perdu (en) de Terry Marcel (en) : Kleel
- 1983 : Big Score (en) de Fred Williamson : Davis
- 1984 : Les Griffes de la nuit de Wes Craven : l'inspecteur Donald Thompson
- 1985 : La Fièvre du jeu de Richard Brooks : le monteur Sports
- 1986 : Atomic Cyborg de Sergio Martino : Turner
- 1987 : Les Griffes du cauchemar de Chuck Russell : l'agent de sécurité Donald Thompson
- 1988 : Death House (it) de John Saxon : le colonel Gordon Burgess
- 1989 : Ma mère est un loup-garou (My Mom's a Werewolf) de Michael Fischa (en) : Harry
- 1989 : Fou à lier (Nightmare Beach) de James Justice et Umberto Lenzi : Strycher
- 1990 : Mad Jake de Tucker Johnston : Clifford Evans
- 1992 : Cover up (Frame-Up II: The Cover-Up ou, en vidéo, Deadly Conspiracy) de Paul Leder : Charles Searage
- 1994 : Le Flic de Beverly Hills 3 de John Landis : Orrin Sanderson
- 1994 : Freddy sort de la nuit de Wes Craven : lui-même / l'inspecteur Donald Thompson
- 1996 : Une nuit en enfer de Robert Rodriguez : agent du FBI Stanley Chase
- 2003 : The Road Home de Drew Johnson : Michael Curtis
- 2006 : Trapped Ashes de Joe Dante : Leo
- 2017 : The Extra de Mike Donahue : Victor Vallient

### Télévision
- 1955 : Medic (série) : Danny Ortega
- 1963-1964 : L'Homme à la Rolls (série) : Bud Charney / Gil Lynch
- 1965-1967, 1975 : Gunsmoke (série) : Dingo / Cal Strom Jr. / Virgil Stanley / Pedro Manez / Gristy Calhoun
- 1966 : Le Jeune Docteur Kildare (série) : Richard Ross
- 1966 : The Doomsday Flight (en) (téléfilm) : George Ducette
- 1967 : Au cœur du temps (série) : Marco Polo
- 1967 : Winchester 73 de Herschel Daugherty (téléfilm) : Dakin McAdam
- 1967 : Cimarron (série) : Screamer
- 1967 : Commando Garrison (série) : Janus
- 1967, 1968 et 1971 : Le Virginien (série) :
Dell Stetler / Ben Oakes / Sgt. Terence Mulcahy
- 1967 et 1969 : Bonanza (série) : Steven Friday / Bals / Chef Jocova
- 1967 et 1970 : L'Homme de fer (série) : Carter / Eric Saginor
- 1968 : Opération vol (série) : un homme mort
- 1968 : Les Règles du jeu (série) : Peter Max
- 1968 : Istanbul Express (de) (téléfilm) : Cheval
- 1969-1972 : The Bold Ones: The New Doctors (série) : le docteur Theodore Stuart
- 1970 : Company of Killers (téléfilm) : Dave Poohler
- 1970-1972 : The Bold Ones: The New Doctors
- 1970 : The Intruders (en) de William A. Graham (téléfilm) : Billy Pye
- 1972 : Le Sixième Sens (série) : le docteur Harry Auden
- 1972 : Kung Fu (série) : Raven
- 1972 : Banyon (en) (série) : Johnny Clay
- 1973 : Snatched (en) (série) : Paul Maxvil
- 1973 : Les Rues de San Francisco (série) : Vincent Hagopian
- 1973 : The Rookies (série) : Farley
- 1973 : Linda (en) (téléfilm) : Jeff Braden
- 1973 : Police Story (série) : Rick Calvelli
- 1974 : Banacek (série) : Harry Harland
- 1974 : Can Ellen Be Saved? (en) (téléfilm) : James Hallbeck
- 1974 : Planète Terre (téléfilm) : Dylan Hunt
- 1974 et 1976 : L'homme qui valait trois milliards (série) : le major Frederick Sloan / Nedlick
- 1975 : Échec à l'organisation (téléfilm) : Dave Ambrose
- 1975 : Strange New World (en) (téléfilm) : le capitaine Anthony Vico
- 1975 : Petrocelli (série) : Richie Martin
- 1975 : Ellery Queen, à plume et à sang
- 1976 : Super Jaimie (série) : Nedlick
- 1976 : Starsky et Hutch (série) : René Nadasy
- 1976 : Wonder Woman (série) : le capitaine Radl
- 1976 : Deux cent dollars plus les frais (série) : Dave Delaroux
- 1976 : L'Aigle et le Vautour (Once an Eagle) (série) : le capitaine Townshend
- 1977 : Raid sur Entebbe d'Irvin Kershner (téléfilm) : le général Benny Peled
- 1977 : Le Voyage extraordinaire (série) : le consul Tarant
- 1977 : Section contre-enquête (série) : Randall Mason
- 1977 : Westside Medical (en) (série) : Bob Farrow
- 1977 : Quincy (série) : Charles Desskasa
- 1977 : Harold Robbins' 79 Park Avenue (en) (série) : Harry Vito
- 1978 : The Immigrants (téléfilm) : Alan Brocker
- 1978 : Greatest Heroes of the Bible (série) : Adonijah
- 1978-1979, 1981 et 1984 : L'Île fantastique (série) :
le docteur Roger Sullivan / Colin McArthur / le professeur Harold DeHaven / Evan Watkins / Cyrano de Bergerac / Monsieur Berandt Sabatier / Michael Anderson
- 1979 : Hawaii police d'État (série) : Harry Clive
- 1980 : Vegas (série) : Michael Jennings
- 1981 : Golden Gate (téléfilm) : Monty Sager
- 1982 : Rooster (en) (téléfilm) : Jerome Brademan
- 1982 et 1984 : Dynastie (série) : Rashid Ahmed / Korem
- 1982-1988 : Falcon Crest (série) : Tony Cumson
- 1983 et 1985 : L'Agence tous risques (série) : le révérend Martin James
- 1983 : Savage in the Orient (téléfilm) : Nick Costa
- 1983 : Le Juge et le Pilote (série) : Martin Cody
- 1983 : Les deux font la paire (série) : Dirk Fredericks
- 1984 : Magnum (série) : Ed Russler
- 1984 : Masquerade (série) : Joey Savane
- 1984 : Finder of Lost Loves (en) (série) : le commandeur Zach Donahue
- 1984 : American Playhouse (en) (série) : Epps
- 1984, 1988 et 1994 : Arabesque (série) : Jerry Lydecker / Marco Gambini / Bernardo Bonelli
- 1985 : Brothers-in-Law (téléfilm) : Royal Cane
- 1985 : Glitter (en) (série) : l'auteur
- 1987 : Alfred Hitchcock présente (série) : Garth December
- 1987 : Hôtel (série) : Jack Curtis
- 1989 : Ray Bradbury présente (The Ray Bradbury Theater) (série) : Dudley Stone
- 1989 : Matlock (série) : John Franklin
- 1991 : Blackmail (téléfilm) : Gene
- 1991 : Dette de sang (Payoff) (téléfilm) : Rafael Concion
- 1991 : Dans la chaleur de la nuit de John Ball (série) : Dalton Sykes
- 1991 : Monsters (série) : Benjamin O'Connell
- 1991 : Matlock (série) : John Franklin
- 1992 : Lucky Luke de Terence Hill (série) : l'homme en noir
- 1994-1995 : Melrose Place de Darren Star (série) : Henry Waxman
- 1995 : Liz: L'Histoire d'Elizabeth Taylor (en) de Kevin Connor (téléfilm) : Richard Brooks
- 1996 : Kung Fu, la légende continue de Ed Spielman (en) (série) : Straker
- 1997 : California (série) : Don Rafael Guevara
- 2001 : Le Doute en plein cœur (téléfilm) : Révérend Leo Hausman
- 2005 : Les Experts de Anthony E. Zuiker (série) : Walter Gordon
- 2006 : Les Maîtres de l'horreur (série) : Jeb Jameson
- 2009 : War Wolves (téléfilm) : Tony Ford